# Michael Showalter
Michael Showalter, född 17 juni 1970 i Princeton, New Jersey, är en amerikansk skådespelare, komiker, manusförfattare och regissör.

## Filmografi

### Som skådespelare
- 2006 – Griffin & Phoenix
- 2005 – The Baxter
- 2002 – Signs
- 2001 – Kissing Jessica Stein
- 2001 – Wet Hot American Summer
- 1998 – Safe Men